# Pengiran Muda Hashim
Pengiran Muda Hashim, nato Pengiran Muda Simpul Anak Abdul Rahman ibni Sultan Mohammad Kanzul Alam (Città del Brunei, 1782 – Città del Brunei, 1846), è stato un Raja malese del sultanato del Brunei. Zio di Saifuddin II, fu Primo Ministro (Bandahara) dal 1818 alla sua morte. Sotto il suo mandato Sarawak si staccò dal sultanato e divenne il regno di James Brooke.

## Biografia

### La crisi di successione
Figlio del sultano Kanzul Alam e di Pengiran Salmah, fu educato in patria ad un'alta istruzione come tutti i membri della famiglia reale (Bolkiah). Dalla moglie Pengiran Babu Norsalam Shahbandar ebbe tre figli, tra cui spicca Pengiran Muda Damit Tajuddin, un fratellastro sultano, Pengiran Anak Muhammad Alam, e una sorellastra, Raja Nur Alam (o Nooralam), potente regina del Brunei nel 1824-6. Ebbe anche un fratello, Pengiran Muda Mohammad Tajuddin, e altri sette fratellastri. Pengiran Badaruddin, molto legato a lui, gli fece da patrigno per alcuni anni. La sua famiglia vantava parentele con i regnanti del sultanato di Sambas, da sempre legati a quelli del Brunei.
Funse da Wazir di Malesia (uno dei quattro Raja governatori principali) fino al 1818, anno in cui il padre Muhammad Kanzul Alam lo nominò Bandahara (Principale Ministro). Il suo nome ufficiale comprendeva come di consueto il titolo di "Pengiran" cioè "principe".
Assistette alla complicata fase di successione del sultanato quando, nel 1807, suo padre il Reggente Kanzul Alam succedette a Tajuddin (al secondo mandato). Il suo fratellastro "Raja Api" ("Re fuoco", chiamato così per la sua crudeltà e impopolarità) venne nominato erede del trono in modo illecito nel 1826 e questo, insieme al malgoverno, scatenò gravi polemiche. Tra il 1825-6 e il 1828 il potere di "Raja Api" si intensificò ulteriormente a scapito del padre, malato e anziano (o forse già morto), peggiorando la situazione politica del Paese; molte genealogie lo definiscono addirittura "sultano Mohammad Alam", il ventunesimo dei Brunei. Sdegnato perché il fratellastro gli aveva sottratto il trono, Hashim lasciò il Brunei per un anno:
“Pengiran Muda Bandahara Hashim era noto per la sua tolleranza zero. Non si sa cosa accadde, ma l’emissario lasciò il Brunei senza spiegare le sue intenzioni. In quel tempo comunque, nel 1826 il sultano Muhammad Kanzul Alam era molto malato e dunque suo figlio, Pengiran Muda Muhalammad Alam, sfruttò l’opportunità per domandargli il trono. Il sultano accettò ma non poté consegnargli il Kris Si Naga e la corona in quanto appartenevano ad Omar Ali Saifuddin, in ottemperanza all’accordo tra il sultano Muhammad Kanzul e suo fratello Muhammad Tajuddin nel 1806. (…) Comunque vada, tra il 1823 e il 1826 Muhammad Alam aveva già piena autorità sugli affari del Brunei mentre suo padre non poteva intervenire.”
Per evitare ulteriori complicazioni, al suo ritorno, Hashim (ancorché figlio del sultano Kanzul) sostenne il proprio nipote, Omar Ali Saifuddin, che riceveva il plauso di gran parte della nobiltà e aveva reclamato il trono dal 1825. Il Kris Si Naga era in possesso di sua madre, e questo rafforzava la pretesa.
Alla fine, nel 1828, il sultano Mohammad Alam lasciò il trono per evitare una crisi di successione e fu condannato a morte o eliminato. A tradire "Raja Api" era stata proprio la sorella, Raja Nur Alam o "Raja Isteri", bramosa di potere e di vendetta (poiché il fratello si era opposto alla nomina del figlio Omar Ali Saifuddin, da lei privilegiato ma in minore età, nel 1804).
Raja Hashim, ora rimasto erede al trono, preferì cederlo al nipote, che nel 1829 divenne sultano Saifuddin II venendo nuovamente investito con il Kris Si Naga (cosa che a Mohammad Alam, e magari anche al padre Kanzul, non fu mai possibile). Hashim venne in cambio confermato nel suo incarico di Principale Ministro (Bandahara), che ricopriva da oltre undici anni.
Interessante notare che la sua rinuncia al trono poteva anche essere superflua. Infatti non tutte le versioni concordano sul fatto che Kanzul Alam fosse salito al trono legittimamente, ma alcune sostengono che avesse usurpato il trono di Tajuddin, infrangendo il presunto "accordo" del 1806 che lo voleva solo Reggente di Saifuddin. Di conseguenza, è possibile che Hashim non potesse in realtà vantare alcuna pretesa, se non dinastica, al titolo di sultano. Non è neanche noto se Kanzul Alam fosse ancora vivo all'epoca e dunque si fosse aspettata la sua morte per trasmettere il titolo. Sulla sua data di morte, infatti, esistono numerose versioni: alcune la collocano proprio nel 1829 (motivo del ritardo dell'incoronazione di Saifuddin), altri nel 1826 o 1824, e addirittura la genealogia ufficiale del 1952 fornisce come data il 28 aprile 1822, molto discussa però. Potrebbe anche aver abdicato nel 1822 lasciando il trono al figlio Reggente. Quel che è certo è che Hashim era comunque in grado di rivendicare il trono dopo l'eliminazione del fratellastro nel 1828.
Molto amato dal suo popolo, fin dal regno del padre Hashim svecchiò il Paese con importanti riforme e lo ammodernò, oltre a potenziarne la flotta e a far fiorire il commercio intercontinentale. Era ritenuto da molti un uomo saggio e moderato, in grado di sfruttare la sua affabilità per ingraziarsi gli altri potenti. Molte volte salvò la vita a naufraghi britannici e regalò loro navi perché arrivassero a Singapore, ottenendo in cambio importanti favori da parte del governatore locale. Per i suoi meriti ricevette nel 1827 la massima onereficenza di “Pengiran”, riservata alla sola famiglia reale.
«Frank Marryat's book Borneo & the Indian Archipelago: "At the death of the late sultan, Muda Hassan (sic) was the heir-apparent to the throne, but he resigned in favour of his nephew, retaining the office of prime minister or Bendahara, which office he had held during the former reign, not only to the satisfaction of the sultan, but also of the people, with whom he was deservedly a great favourite."».

### A Sarawak
Nel 1834 fu inviato a Sarawak da Saifuddin II per riscuotere la tassa sulla regione, e successivamente entrò in contrasto con il governatore, re Indera Mahkota, uomo "tirannico e aspro" ma davvero scaltro nelle questioni politiche. Costui (nato dalle famiglie reali di Brunei e Sambas, suo lontano parente e cugino di Saifuddin) si era infatti rifiutato di riceverlo, pretendendo di agire per conto proprio in virtù della sua nomina da parte del sultano. D'altro canto, era la sua politica oppressiva e schiavista la causa della ribellione dei Daiacchi e di Datu Patinggi Ali, uno dei capi principali di Sarawak, poiché costringeva le popolazioni locali ad estrarre l'antimonio delle miniere in condizioni disumane (miniere di cui la sua famiglia era il principale possessore). Motivo del suo agire, oltre che arricchirsi, era forse ottenere che Saifuddin II richiedesse l’aiuto di Sambas (che aveva un esercito di gran lunga superiore) per sedare la rivolta, ottenendo così più prestigio personale grazie alla sua doppia parentela. Tuttavia il sultano non si lasciò trasportare e preferì affidarsi a Muda Hashim perché aiutasse Raja Mahkota.
In quegli anni Sarawak rimase dunque diviso fra i due poteri mentre una feroce ribellione imperversava, a tal punto da rischiare di rovesciare il sultano stesso. Nessuno dei due Raja, infatti, poteva apertamente prevalere sull'altro, poiché entrambi vantavano una parentela con il sultano, e inoltre il governatore Mahkota temeva sempre più che il suo potere su Sarawak si indebolisse e riducesse, sentendosi minacciato. Provò anche a togliere di mezzo Hashim e Pengiran Badaruddin, fallendo.
Fu Hashim a convocare Sir James, ancorato a Kuching dal 1838, offrendogli con blandizie varie (senza poterlo garantire) il posto di Mahkota in caso di successo, cosa che avvenne il 1 agosto 1842, quando la ribellione fu sedata e il sultano restaurato sul trono. Raja Hashim pesentò il trattato di resa al sultano lo stesso anno, facendo confermare Brooke nel suo nuovo incarico; nel 1845 Sarawak divenne autonomo e Brooke re a tutti gli effetti. Brooke continuò comunque a considerare Hashim come un preziosissimo alleato nel Brunei e i due restarono sempre in contatto.
Si sa che Brooke era già attirato dalla figura di Muda Hashim prima di incontrarlo di persona. Infatti, durante il suo viaggio da Singapore a Sarawak nel 1837-8, aveva incontrato lungo la via dei marinai inglesi cui il Raja aveva salvato la vita dopo un naufragio, regalando loro navi perché salpassero per Singapore. L'ospitalità di Muda Hashim era infatti famosa anche all'estero, così come la sua apertura verso gli occidentali. Anche se non è possibile identificare chi fossero quei marinai, si sa che nel 1838 Raja Hashim salvò la vita a degli avventurieri inglesi che erano stati attaccati dai pirati presso la foce del fiume Samarahan (Sarawak), affondando le navi nemiche e permettendo loro di tornare a casa.
Il primo incontro tra Brooke e il Raja Hashim è così descritto: “His appearance was not imposing but his manners were a pattern of courtesy and he maintained a certain shabby dignity. He returned the Royalist's salute of 21 guns with a salute of 17 and received his visitor with some pomp in the palm-leaf shed which went by the name of audience hall".

### Morte e discendenza
Dopo gli avvenimenti di Sarawak, Hashim fu coinvolto in uno specioso scandalo a palazzo nel 1844, e a causa di un colpo di Stato perse il suo status. Pengiran Usop (o Yusuf), cugino di Saifuddin, ne usurpò anche l'incarico di Ministro Principale. Ne insorse, il 3 giugno 1845, una vera e propria guerra civile tra le due parti, tuttavia i mille guerrieri della tribù Kedayan di Raja Hashim ebbero facilmente la meglio sui trecento seguaci del suo usurpatore, che si rifugiò a Kimanis (Sabah). Secondo un'altra versione, invece, Hashim riuscì a recuperare i propri privilegi grazie all'intervento dell’amico Brooke, che nel 1845 aveva chiamato la flotta inglese di Edward Blecher. Sta di fatto che il Raja recuperò non solo l'incarico di Bandahara ma anche la successione al trono (nonostante la tarda età). In questo lo stesso nipote Saifuddin II fu messo in posizione di svantaggio.
Tuttavia, il cambiamento suscitò l'invidia del figlio del sultano, Temenggong Pengiran Anak Hashim, ingenerando una faida nella famiglia reale che si concluse con lo sterminio di Hashim e della sua famiglia, nel 1846 (probabilmente il 4 aprile). Altre fonti più accreditate riportano invece che Temenggong fece uccidere Hashim e i suoi parenti da un capo locale a lui fedele mentre era in viaggio in una città del Brunei quello stesso anno, o addirittura sobillò contro di lui la popolazione con falsi pretesti.
Fautore di questo assassinio potrebbe anche essere Pengiran Usop, suocero di Temenggong, secondo alcune fonti su ordine del sultano stesso. La tesi è accreditata dal fatto che egli, ritornato da Kimanis lo stesso anno, sia poi diventato nuovamente Bandahara dopo la morte di Raja Hashim nel 1846, promettendo di "riportare in auge la grande famiglia malese".
Brooke, legato ad Hashim, rimase ferito dall’omicidio e ordinò all’Ammiraglio della flotta inglese Thomas Cokrane di punire il Brunei. Questi assediò e mise a fuoco la capitale il 6 luglio 1646, costringendo il sultano ad arrendersi nel 1846 e a cedere alla Gran Bretagna Labuan (di cui Brooke divenne Governatore e Comandante in Capo) e alcuni territori. Brooke fu poi nominato console a supremo del Borneo per il successo. La perdita dell'isola, "perla del Brunei", è lamentata da Pengiran Indera Mahkota nel celebre poema Syair Rakis del 1847.
Secondo le cronache, la popolazione si mostrò scioccata dalla morte di Raja Hashim, e al suo funerale si registrò grande partecipazione.
Di lui si è conservata una stampa risalente al 1815-20 che lo raffigura nell'abito dei Wazir, con il kriss riservato ai nobili più importanti. È molto alto: le fonti dicono infatti che superasse il metro e novanta. Spesso l’illustrazione viene confusa con quella di Pengiran Indera Mahkota.
Suo nipote Jalilul Aqamaddin divenne il venticinquesimo sultano del Brunei. Curiosamente, era anche il nipote di Raja Mahkota, il suo avversario in Sarawak.
A lui è dedicata una via nel centro di Città dei Brunei e una scuola superiore. Malgrado fosse amato dal popolo e famoso ai suoi tempi, poco si sa sulla sua vita prima che diventasse capo del governo.
La famiglia rimasta del Raja continuò a rimanere potente anche dopo il suo omicidio, ma non a così alti livelli, anche perché ora Pengiran Usop ne aveva usurpato tutte le funzioni. Secondo alcune fonti furono i parenti di Hashim ad istigare Sultan Momin Abdul affinché inviasse Indera Mahkota con un esercito per sedare una presunta rivolta in Limbang, nel 1858, probabilmente su consiglio di Raja Brooke. Sì trattava però di una congiura finita con l'assassino di Mahkota.

## La versione del patrigno
Un'interessante versione della storia di Hashim è quella riportata dal fedele patrigno del Raja, il principe Sura Negara Pengiran Anak Badaruddin (1767 - 4 aprile ? 1846), prima Wazir e Tesoriere reale quando Kanzul Alam era sultano e poi trasferitosi in Pahang nel 1822, dove si era fatto una famiglia. Era tenuto in gran conto anche da Saifuddin perché costituiva un tramite con il sultano di Johor.
Dopo alcuni anni passati in lontananza, Badaruddin aveva deciso di seguire Hashim nel suo viaggio in Sarawak nel 1834, fungendo a tutti gli effetti da braccio destro del Bandahara, e successivamente era rimasto grande amico di James Brooke, a tal punto da ricevere da lui un anello con incise le iniziali "J.B." in segno del forte legame che li univa. Brooke stesso aveva scritto in una lettera: "La mia ammirazione per lui è più profonda che per chiunque altro, ancora più che per Raja Hashim". Secondo le fonti, Badaruddin aveva aiutato Hashim a salvare i naufraghi sulla foce del fiume Samarahan dai pirati nel 1838 e a rimandarli a Singapore, oltre che a debellare la ribellione.
Si sa che, dopo i fatti di Sarawak, Badaruddin tornò dalla famiglia a Pahang, salvo poi riunirsi con Hashim, malgrado la tarda età, durante la guerra civile del 1845 contro Pengiran Bandahara Usop. Fu quello stesso anno che sua sorella Pengiran Negara Saleha venne uccisa a tradimento da un seguace di Usop.
Non si sa come ma, secondo la sua versione, Badaruddin era a conoscenza del piano di Temenggong Hashim, il figlio di Saifuddin che puntava ad eliminare il Raja e tutta la sua famiglia in una congiura. Per questo motivo Badaruddin inviò a James Brooke l'anello che gli era stato donato, sapendo che Brooke avrebbe capito che si trattava di un'emergenza e sarebbe intervenuto. Tuttavia, l'anello fu recapitato solo il 5 aprile 1846, quando in realtà il giorno precedente Hashim, Badaruddin e tutti i loro famigliari erano già stati assassinati.
Non è possibile sapere se questa versione dica il vero oppure no, ma è di certo una delle più suggestive e affascinanti riguardo alla vita di Raja Hashim.